# Hegbachsee
Der Hegbachsee ist ein Baggersee im Kreis Groß-Gerau in Hessen. Der Westteil liegt in der Gemeinde Nauheim und der Ostteil gehört zu Groß-Gerau. Der See wird vom Hegbach durchflossen. Ferner mündet hier von Osten der Apfelbach.
Der See entstand Mitte der 1960er Jahre am westlichen Rand des Niederwaldparks von Groß-Gerau durch Kiesabbau für den Neubau der Bundesautobahn 67, die seitdem unweit vom See durch den Waldrand verläuft. Der Wasserverband Schwarzbachgebiet-Ried hat den Hegbachsee als Hochwasserrückhaltebecken ausgewiesen und er entwickelte sich zum Kern eines Naherholungsgebietes. Es gibt zwei Campingplätze, einer am Nordostufer auf der Nauheimer Seite, wenige hundert Meter von der Ortslage entfernt, und einer am Südende, der von dem rund zwei Kilometer entfernten Groß-Gerau aus erreichbar ist. Eine Wochenendsiedlung, Gastronomieangebote sowie Spiel- und Planschmöglichkeiten für Kinder runden das Angebot ab.
Da der Hegbach als Vorfluter für Kläranlagen dient, ist das Wasser des Sees bakteriologisch belastet und kann deshalb nicht mehr als Badegewässer dienen. 
Durch gezielte Anpflanzungen und durch natürliche Sukzession hat sich am Seeufer eine abwechslungsreiche Pflanzenwelt entwickelt und das Gewässer ist Lebensraum, Rastplatz oder Jagdrevier vieler ans Wasser gebundener Vogelarten.